# (73305) 2002 JF73
(73305) 2002 JF73 – planetoida z pasa głównego asteroid okrążająca Słońce w ciągu 4,32 lat w średniej odległości 2,65 j.a. Odkryta 8 maja 2002 roku.